# Patrick Funke
Patrick „Nyph“ Funke (* 10. März 1990) ist ein deutscher E-Sportler im Spiel League of Legends.

## Werdegang
Schon als Kind spielte Nyph verschiedene Spiele, darunter die Elder-Scrolls-Reihe und Warcraft 3. Über die Warcraft-Mod DotA kam er dann Anfang 2010 zu League of Legends. Er stieg auf der Rangliste auf und trat dem Team Gamed!de bei, mit dem er den sechsten Platz bei den ersten Riot League of Legends World Championships erreichte.
Später wechselte er mit CandyPanda zu SK Gaming, wo er mehrere vordere Plätze auf der IEM-Turnierserie erzielte und sich 2012 erneut für die Weltmeisterschaft qualifizierte.
Nach einem durchwachsenen Jahr 2013 mit SK und der knapp verpassten Qualifikation für die Season 3 World Championship wechselte er Ende Dezember 2013 zum neu formierten Team Alliance. Mit Alliance gewann er den LCS Summer Split 2014 und nahm an seiner dritten Weltmeisterschaft teil. Dort schied er mit seinem Team allerdings erneut in der Vorrunde aus. Anfang 2015 wurde bekannt gegeben, dass im Zuge der neu eingeführten Sale of Sponsorships Rule der LCS das League-of-Legends-Team von Alliance seinen Namen in Elements ändert.
Vor der sechsten Woche des Spring Split 2015 wurde Nyph durch Mitch "Krepo" Voorspoels ersetzt. Er blieb jedoch bei Elements und wurde Coach des Teams. Nach der Übernahme von Elements durch den FC Schalke 04 im Mai 2016 arbeitete er im Summer Split 2016 als Coach für das Team, verließ es jedoch nach dem Abstieg aus der LCS am Ende des Splits.

## Erfolge
Nyph belegte mit den Teams Gamed!de, SK Gaming und Alliance vordere Plätze bei mehreren internationalen E-Sport-Turnieren.
| Jahr | Platz   | Turnier                                            | Team          | Preisgeld  |
| ---- | ------- | -------------------------------------------------- | ------------- | ---------- |
| 2011 | 6.      | Riot League of Legends World Championship Season 1 | Team Gamed!de | 02.000 $   |
| 2011 | 1.      | ESL Major Series Season VIII                       | SK Gaming     | 03.600 $   |
| 2011 | 2.      | IEM Season VI - Global Challenge New York          | SK Gaming     | 06.000 $   |
| 2011 | 3.      | IEM Season VI - Global Challenge Guangzhou         | SK Gaming     | 03.400 $   |
| 2012 | 4.      | IEM Season VI - Global Challenge Kiev              | SK Gaming     | 02.400 $   |
| 2012 | 3.      | European Challenger Circuit: Poland                | SK Gaming     | 05.000 $   |
| 2012 | 11./12. | Riot League of Legends World Championship Season 2 | SK Gaming     | 25.000 $   |
| 2013 | 1.      | DreamHack Winter 2013                              | SK Gaming     | 70.000 SEK |
| 2013 | 4.      | LCS 2013 Spring Split Playoffs                     | SK Gaming     | 10.000 $   |
| 2014 | 4.      | LCS 2014 Spring Split Playoffs                     | Alliance      | 10.000 $   |
| 2014 | 1.      | LCS 2014 Summer Split Playoffs                     | Alliance      | 50.000 $   |
| 2014 | 9.–11.  | Riot League of Legends World Championship 2014     | Alliance      | 45.000 $   |